# Damian Martin
Damian Patrick Martin (Gloucester, Nueva Gales del Sur, 5 de septiembre de 1984) es un baloncestista australiano que pertenece a la plantilla de los Perth Wildcats de la liga australiana. Con 1,86 metros de estatura, juega en la posición de base.

## Trayectoria deportiva

### Universidad
Jugó tres temporadas con los Lions de la Universidad Loyola Marymount, en las que promedió 4,6 puntos, 3,9 rebotes y 3,2 asistencias por partido. En 2004 fue incluido en el mejor quinteto de novatos de la West Coast Conference.

### Profesional
Tras no ser elegido en el Draft de la NBA de 2007, regresó a su país para fichar por los Sydney Spirit, donde jugó dos temporadas, antes de fichar por los Perth Wildcats en 2009.
Con los Wildcats ha conseguido ganar tres campeonatos de la NBL, en 2010, 2014 y 2016, además de ser elegido entre 2011 y 2015 mejor jugador defensivo del campeonato. En 2016 fue además elegido mejor jugador de las finales, en las que derrotaron a los New Zealand Breakers.

### Selección nacional
Debutó con la selección de Australia en el Campeonato FIBA Oceanía de 2009, y jugó su primer mundial al año siguiente, el de Turquía 2010, en el que jugando como suplente, promedió 1,8 puntos por partido.